# 科瑞·S·鲍威尔
科瑞·S·鲍威尔（英語：Corey Stevenson Powell，1966年1月7日—）是一位美国科学作家和记者，毕业于哈佛大学，《发现》杂志的主编，主要作品有《无可否认：进化是什么》（Undeniable: Evolution and the Science of Creation，与比爾·奈合著）等。